# Cylindromyia xylotina
Cylindromyia xylotina är en tvåvingeart som först beskrevs av Egger 1860.  Cylindromyia xylotina ingår i släktet Cylindromyia och familjen parasitflugor. Inga underarter finns listade i Catalogue of Life.